# دزیدریوس واین
دزیدریوس واین (به انگلیسی: Desiderius Wein) ژیمناست زادهٔ ۱۹ ژانویهٔ ۱۸۷۳ میلادی اهل کشور مجارستان است.